# Arusha Airport
Arusha Airport (IATA: ARK, ICAO: HTAR) is een kleine luchthaven van Arusha, een stad in Tanzania.
Het vliegveld onderging in en om 2008 een uitbreiding: de huidige baan wordt vernieuwd en er kwamen nieuwe gebouwtjes.
Bijna 90.000 passagiers gebruikten de luchthaven in 2004. Maar de meeste passagiers gaan naar Kilimanjaro International Airport, deze is namelijk groter.

## Luchtvaartmaatschappijen en bestemmingen
- Air Excel - Manyara, Zanzibar, Seronera, Grumeti)
- Precision Air - Zanzibar, Dar es Salaam
- Regional Air Services - Kilimanjaro, Manyara
- ZanAir - Zanzibar